# Robyn Hitchcock
Robyn Hitchcock (* 3. března 1953 Londýn) je britský písničkář. Začínal v roce 1976 ve skupině The Soft Boys. Po jejím rozpadu v roce 1980 začal vydávat sólová alba; první z nich neslo název Black Snake Diamond Röle a vyšlo v roce 1981. V letech 1985–1993 vydával alba se skupinou The Egyptians a 2006–2010 s The Venus 3.

## Sólová diskografie
- Black Snake Diamond Röle (1981)
- Groovy Decay (1982)
- I Often Dream of Trains (1984)
- Eye (1990)
- Moss Elixir (1996)
- Jewels for Sophia (1999)
- Luxor (2003)
- Spooked (2004)
- Tromsø, Kaptein (2011)
- Love from London (2013)
- The Man Upstairs (2014)
- Robyn Hitchcock (2017)